# خیمی استروس
خیمی استروس (انگلیسی: Jaime Astrain؛ زادهٔ ۵ فوریهٔ ۱۹۸۸) بازیکن فوتبال اهل اسپانیا است.
از باشگاه‌هایی که در آن بازی کرده‌است می‌توان به باشگاه فوتبال کوردوبا اشاره کرد.